# شهرستان کوهبنان
شهرستان کوهبنان یکی از شهرستان‌های استان کرمان ایران است. مرکز این شهرستان شهر کوهبنان است

## موقعیت جغرافیایی
شهرستان کوهبنان از شمال با شهرستان بهاباد و شهرستان بافق استان یزد، از شرق با شهرستان راور و از جنوب تا غرب با شهرستان زرند همسایه است.

## تقسیمات کشوری
شهرستان کوهبنان شامل ۲ بخش، ۳ دهستان و ۲ شهر به شرح زیر است:

### شهرستان کوهبنان
| بخش      | مرکز بخش | جمعیت بخش ۱۳۹۵ | نام دهستان | مرکز دهستان | جمعیت دهستان ۱۳۹۵ | شهر     | جمعیت شهر ۱۳۹۵ |
| -------- | -------- | -------------- | ---------- | ----------- | ----------------- | ------- | -------------- |
| مرکزی    | کوهبنان  | ۱۵٬۲۸۷ نفر     | جور        | گور         | ۲٬۳۸۵ نفر         | کوهبنان | ۱۰٬۷۶۱ نفر     |
| مرکزی    | کوهبنان  | ۱۵٬۲۸۷ نفر     | خرمدشت     | ده علی      | ۲٬۱۴۱ نفر         | کوهبنان | ۱۰٬۷۶۱ نفر     |
| طغرالجرد | کیان‌شهر  | ۵٬۸۹۳ نفر      | طغرالجرد   | کیان‌شهر     | ۱٬۳۵۰ نفر         | کیان‌شهر | ۴٬۵۴۳ نفر      |

## جمعیت
بر پایه سرشماری عمومی نفوس و مسکن در سال ۱۳۹۵، جمعیت شهرستان کوهبنان برابر با ۲۱٬۲۰۵ نفر بوده‌است.

## صنایع و معادن
- معادن سنگ اهن- خاک نسوز- ذغالسنگ- سرب و روی- مس و…

۸۰ درصد معادن غنی ذغالسنگ در شهرستان کوهبنان واقع شده‌است که از جمله آنها می‌توان به معادن ذغالسنگ پابدانا- هشونی- چشمه پودنه-همکار- ۱۲–۱۴- کمسار و… اشاره کرد
- معادن سرب و روی تاجکوه- جور- کوه قلعه- مگساب- کاروانگاه و…
- مجتمع سرب و روی تاجکوه
- کارخانه سرب و روی جور (در حال احداث)
- کارخانه فراوری ذغالسنگ پابدانا.
- کارخانه زغالشویی پابدانای جنوبی (در حال احداث)